# Den maďarštiny
Den maďarštiny (maď. A magyar nyelv napja) se snaží upozornit širokou veřejnost na maďarský jazyk. Od roku 2009 připadal na 23. dubna, od roku 2011 pak připadá na 13. listopad.
Maďarský parlament dne 26. září 2011 vyhlásil 13. listopad za Den maďarštiny. Tohoto dne byl totiž v roce 1844 schválen zákon II./1844 o maďarském jazyce a národnosti, kterým se maďarština stala státním jazykem Uher.